# Municipio de Brandon (Dakota del Norte)
El municipio de Brandon (en inglés: Brandon Township) es un municipio ubicado en el condado de Renville en el estado estadounidense de Dakota del Norte. En el año 2010 tenía una población de 72 habitantes y una densidad poblacional de 0,8 personas por km².

## Geografía
El municipio de Brandon se encuentra ubicado en las coordenadas 48°44′53″N 101°34′16″O / 48.74806, -101.57111. Según la Oficina del Censo de los Estados Unidos, el municipio tiene una superficie total de 90.32 km², de la cual 89,98 km² corresponden a tierra firme y (0,37 %) 0,34 km² es agua.

## Demografía
Según el censo de 2010, había 72 personas residiendo en el municipio de Brandon. La densidad de población era de 0,8 hab./km². De los 72 habitantes, el municipio de Brandon estaba compuesto por el 100 % blancos. Del total de la población el 0 % eran hispanos o latinos de cualquier raza.